# Kritikai Kiskönyvtár
Kritikai Kiskönyvtár az Irodalmi Könyvkiadó által a romániai magyar kritika fellendítésére kezdeményezett könyvsorozat. 1962 és 1964 között összesen négy kötete jelent meg: Jánosi János A regényeposz (1962) c. műfajmonográfiája, Kacsó Sándor, Sőni Pál és Abafáy Gusztáv Három portré (1963) c. tanulmánygyűjteménye Asztalos István, Nagy István és Kovács György prózájáról, Kovács János Hősök kora – a kor hősei (1964) c. tanulmánya a "kommunista hős" ábrázolásáról irodalmunkban, valamint Csehi Gyula fordításában Dumitru Micu kismonográfiája George Coșbuc c. alatt az író életéről és költészetéről (1963). A kötetek példányszáma 1500-2500 között mozgott. A sorozatot hamarosan fölöslegessé tette az, hogy lehetőség nyílt egyes szerzők önálló kritika- és tanulmányköteteinek megjelentetésére.